# Stuv Malmö, kom!
Stuv Malmö, kom! är Fredrik Ekelunds debutroman, utgiven 1984.
Boken handlar om "skolepågen" Hasse som efter avlagd studentexamen på S:t Petri läroverk i Malmö tar anställning som stuveriarbetare i Malmö hamn. Hasse hade från början bara avsett att stanna i hamnen över sommaren men han jobbar kvar i nästan sju år.
Boken utspelar sig i Malmö under 1970-talet och början av 1980-talet och skildrar huvudsakligen livet som hamnarbetare.